# فيليكس ساليناس
فيليكس ساليناس (بالإسبانية: Félix Salinas)‏ (11 مايو 1939 ببيرو - ) هو لاعب كرة قدم بيروفي في مركز الدفاع، شارك في كأس العالم 1970. وشارك مع منتخب بيرو لكرة القدم. أما مع النوادي، فقد لعب مع الجامعي دي بيرو ونادي بويبلا ونادي نيكاكسا.

## وصلات خارجية
- فيليكس ساليناس على موقع الاتحاد الدولي (مؤرشف)  (الإنجليزية)
- فيليكس ساليناس على موقع قاعدة بيانات كرة القدم.إي يو (الإنجليزية)
- فيليكس ساليناس على موقع ناشيونال فوتبول تيمز (الإنجليزية)
- فيليكس ساليناس على موقع Soccerway.com (الإنجليزية)
- فيليكس ساليناس على موقع عالم كرة القدم.نت (الإنجليزية)